# Pritchett
Pritchett – miasto w Stanach Zjednoczonych, w stanie Kolorado, w hrabstwie Baca.